# Durell Vinson
Durell Vinson, né le 27 juillet 1985 à Vineland au New Jersey, est un joueur américain de basket-ball.